# Dennis Nilsen
Dennis Andrew Nilsen, född 23 november 1945 i Fraserburgh i Aberdeenshire, död 12 maj 2018 på fängelset i Full Sutton i East Riding of Yorkshire, var en brittisk seriemördare och nekrofil som var bosatt i London. Mellan 1978 och 1983 mördade han omkring 15 män.

## Biografi
Nilsen växte som barn upp med en alkoholiserad far.
1961 gick Nilsen med i brittiska armén och blev kock i Aden, Cypern och Berlin. Han lämnade armén 1972 och började arbeta som polis. Från mitten av 1970-talet jobbade han som tjänsteman på en arbetsförmedling. Han hade en rad ytliga och kortvariga relationer med män, men det hjälpte honom inte i hans ensamhet. Liksom Jeffrey Dahmer ville han ha någon som "aldrig skulle lämna honom". Han ville ha ett lik.
Alla hans offer var studenter eller hemlösa män som han träffade på barer och bjöd hem dem till sitt hus för sex eller bara sällskap. Nilsen ströp och dränkte dem nattetid, och när han vaknade nästa dag mindes han inte vad han hade gjort. Han använde sina slaktarkunskaper som han lärde sig i armén för att göra sig av med liken. Han bände upp golvet i sin lägenhet och lade ner likdelarna där. Men han fick spraya mot lukten dagligen och till sist gick det inte längre så han brände likresterna i likbål; han lade gummi i elden för att dölja stanken från bränt kött. Nilsen fick dock allt svårare att göra sig av med likresterna och han hade väskor fulla med mänskliga organ i sin garderob och hade också plastsäckar med likrester under golvtiljorna. Grannarna hade börjat känna stanken. Och när han försökte spola ner likresterna i toaletten blockerades ett avloppsrör i huset. När en rörmokarfirma skulle skölja ur avloppet upptäckte de en köttliknande substans, och de kontaktade då polisen.
Polisen kunde då bestämma att köttet var från människor, och 1983 blev Dennis Nilsen arresterad, misstänkt för flera mord. Han ursäktade sig för polisen då han inte kunde berätta det exakta antalet mord han hade begått. När man genomsökte hans hus fann man 3 huvuden i kylskåpet, och man fann 13 kroppar på hans gamla tomt. Under rättegången var Nilsen kall och distanserad; han verkade oberörd över att han hade mördat 15 personer. Han dömdes först till livstids fängelse med en rekommendation om minst 25 år, ett straff som ändrades 1994 till en så kallad whole life tariff (livstid utan benådning).
1992 fick Nilsen tillåtelse att delta i en intervju som året därpå sändes i TV.
Den 19 mars 2002 förlorade Nielsen en juridisk strid om rätten att ge ut sin självbiografi. Manuskriptet som han skrivit till boken, tänkt att heta Nilsen: History of a Drowning Man, beslagtogs av myndigheterna och Nilsen hade ingen framgång i sina överklaganden. Domstolen ansåg att han inte fick ge ut boken med tanke på vilken effekt det skulle ha på allmänheten, i synnerhet offrens familjer.
Nilsen dog 2018 i fängelset.

## Offer
Nilsens offer i urval nedan. Han är dömd i sex av fallen, och har erkänt totalt 15 mord.
- 1978: Stephen Holmes, 14
- 1979: Kenneth Ockendon, 23
- 1980: Martyn Duffey, 16
- 1980: Billy Sutherland, 26
- 1981: Malcolm Barlow, 23
- 1981: John Howlett, 23
- 1981: Graham Allen, 27
- 1983: Steven Sinclair, 20

## Film och TV
- Cold Light of Day, brittisk film från 1989 med Bob Flag i rollen som Dennis Nilsen
- Des, brittisk TV-serie från 2020 med David Tennant i rollen som Dennis Nilsen